# Rafael Gil Álvarez
Rafael Gil Álvarez (Madrid, 22 de maig de 1913-ibídem, 10 de juliol de 1986) va ser un director, guionista i productor de cinema espanyol.

## Biografia
Va començar la seva activitat el 1931 com a crític cinematogràfic, als diaris ABC, La Voz, Claridad; a revistes especialitzades com a Nuestro Cinema, Popular Film o Films Selectos; i a l'emissora Unión Radio. Durant la Guerra Civil va rodar diversos documentals per al bàndol republicà. En finalitzar la guerra va iniciar la seva relació amb la productora valenciana CIFESA, dirigint la seva primera pel·lícula el 1941: El hombre que se quiso matar, adaptació del llibre de Wenceslao Fernández Flórez, i protagonitzada per Antonio Casal. El seu primer gran èxit va ser Eloísa está debajo de un almendro, basada en l'obra d'Enrique Jardiel Poncela, i produïda també per CIFESA. L'èxit va impulsar Rafael Gil a continuar la relació amb la productora, amb la qual va arribar a dirigir vuit pel·lícules, de les quals gairebé totes van obtenir força èxit.
El 1957 funda la productora Coral Films i comença a realitzar pel·lícules per a la seva pròpia marca, i per a altres com ara Valdez il mezzosangue, de John Sturges, o El alijo, d'Ángel del Pozo.
Gil va ser un destacat director del règim franquista. Les seves obres posteriors, sovint en col·laboració amb el guionista i novel·lista franquista Fernando Vizcaíno Casas, retraven amb nostàlgia els anys de dictadura.

## El cine de Rafael Gil
| «                                                                                       | De no existir el cine cuando él abrió los ojos a los gustos y a la razón, lo habría inventado; porque el cine, para Rafael Gil, llegó a ser una auténtica necesidad física. | » |
| — Carlos Fernández Cuenca, «Rafael Gil», en Revista Internacional del Cine, núms. 11–12 | |   |

Va desenvolupar una extensa activitat que va abastar més de quaranta anys d'exercici com a director; va rodar seixanta-vuit pel·lícules; també va treballar com a guionista i productor. En totes elles va comptar amb un excel·lent equip tècnic, com ara l'escenògraf Enrique Alarcón.
Va iniciar el seu cinema als anys quaranta amb tres pel·lícules petites, sense que suposessin grans èxits, però que els crítics destaquen, d'aquí va passar a una fase en la qual va realitzar alguns melodrames de gran èxit i va adaptar gran quantitat d'obres literàries de clàssics espanyols, com Galdós, Lope de Vega, Wenceslao Fernández Flórez, Jardiel Poncela, Blasco Ibáñez i d'altres. També va provar el cinema històric i religiós. En aquells anys va aconseguir ser un dels realitzadors bàsics de la indústria espanyola del cinema. En els últims anys de la seva carrera, durant els anys vuitanta, va realitzar diverses adaptacions de l'escriptor Fernando Vizcaíno Casas.
En els seus articles de cinema es confessava admirador de l'obra de Murnau, Charles Chaplin, Buster Keaton, John Ford, Howard Hawks, Frank Capra, Frank Borzage o King Vidor.

## Filmografia

### Com a director

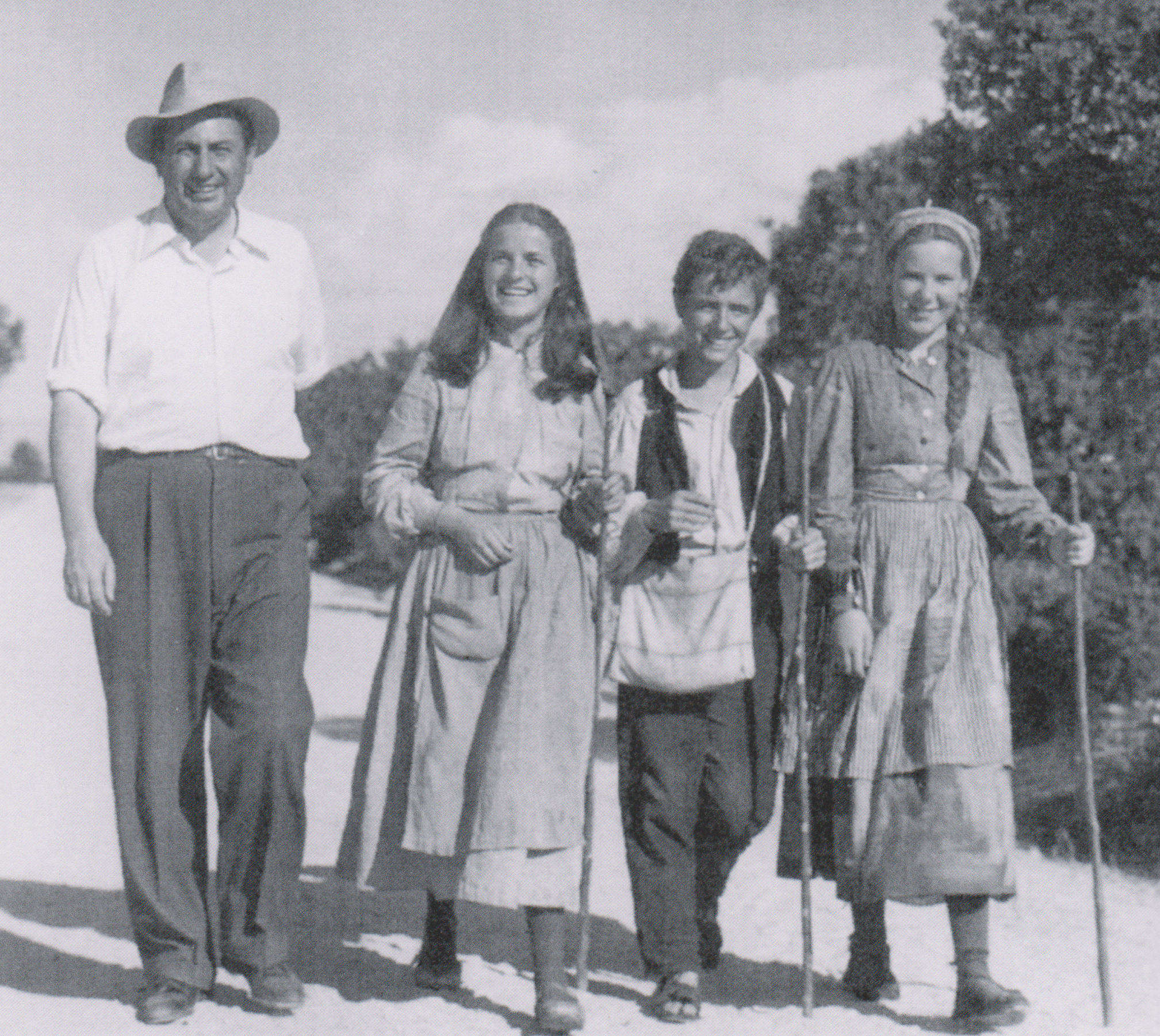
Rafael Gil amb María Dulce, Eugenio Domingo i Inés Orsini al rodatge de La señora de Fátima (1951)

#### Curtmetratges i documentals
- Sanidad (1937).
- Salvad la cosecha (1938).[a]
- Resistencia en Levante (1938).[a]
- Soldados campesinos (1938).[a]
- Ametralladoras (1939).
- Flechas (1939).[a]
- La corrida de la victoria (1939).[a][b]
- La copa del Generalísimo en Barcelona (1939).[a][b]
- Luz de Levante (1940).[a]
- Luna gitana (1940).
- Feria en Sevilla (1940).
- Tierra canaria (1941).[a]
- Fiesta canaria (1941).[a]
- Islas de Gran Canaria (1941).[a]
- Islas de Tenerife (1941).[a]
- Cincuenta años del Real Madrid (1952).[a]
- Historia de cinco copas (1962).
- Sexto centanario de la coronación de Nuestra Señora de Lledó (1970).

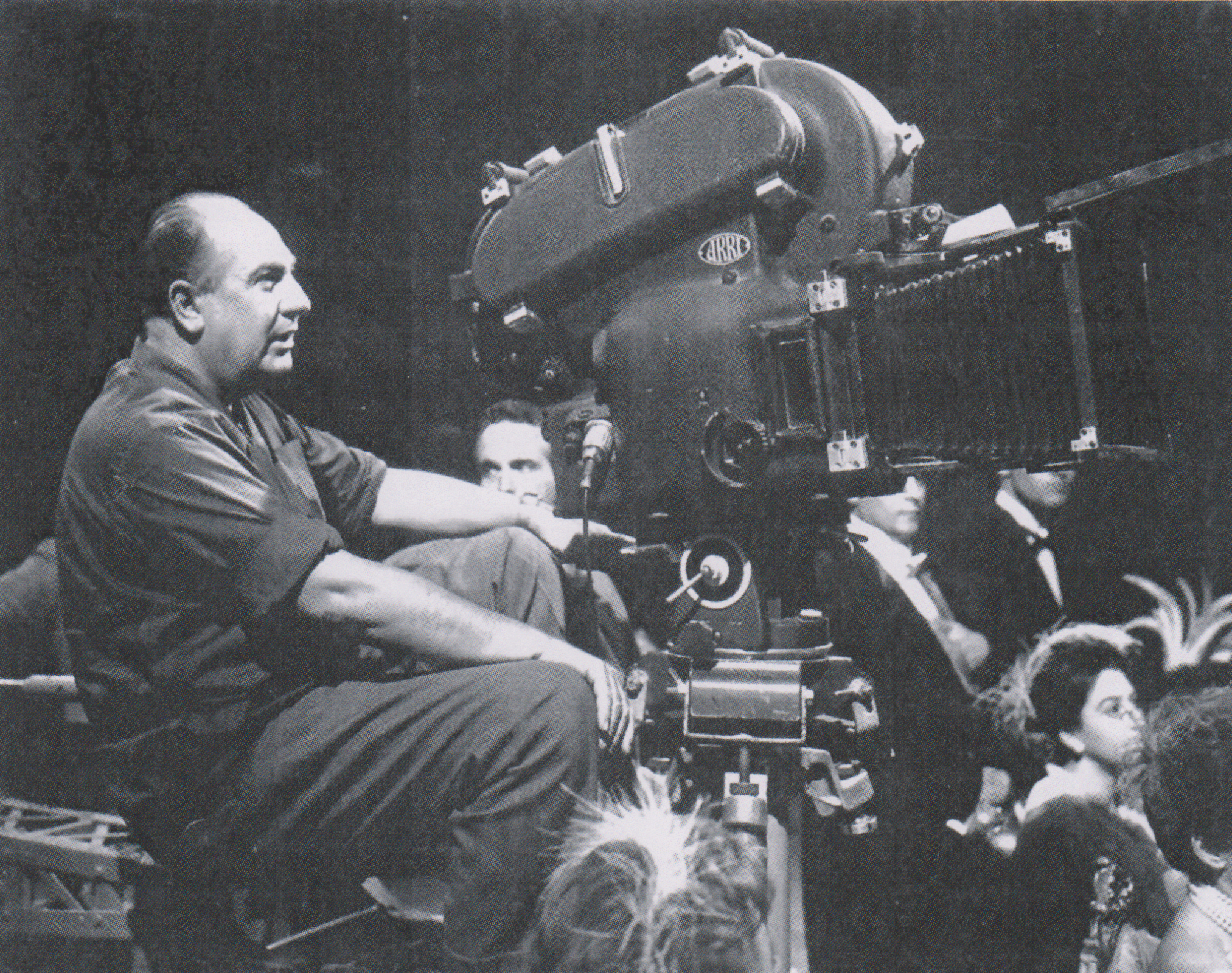
Rafael Gil dirigint, el 1962, La reina del Chantecler, pel·lícula protagonitzada per Sara Montiel.

#### Llargmetratges
- El hombre que se quiso matar (1941).
- Viaje sin destino (1942).[a]
- Huella de luz (1943).[a]
- Eloísa está debajo de un almendro (1943).[a]
- El clavo (1944).[a]
- Lecciones de buen amor (1944).[a]
- El fantasma y Doña Juanita (1945).[a]
- Tierra sedienta (1945).[a]
- La Pródiga (1946).[a]
- Don Quijote de la Mancha (1947).[a]
- Reina santa (1947).[a]
- La fe (1947).[a]
- La calle sin sol (1948).[a]
- Mare nostrum (1948).[a]
- Una mujer cualquiera (1949).[a]
- Aventuras de Juan Lucas (1949).[a]
- Teatro Apolo (1950).[a]
- La noche del sábado (1950).[a]
- La señora de Fátima (1951).
- El gran Galeoto (1951).[a]
- Sor intrépida (1952).
- De Madrid al cielo (1952).
- La Guerra de Dios (1953).
- El beso de Judas (1954).[a]
- Murió hace 15 años (1954).
- El canto del gallo (1955).
- La otra vida del capitán Contreras (1955).[a]
- La gran mentira (1956).
- Un traje blanco (1956).
- Camarote de lujo (1959).[a][b]
- ¡Viva lo imposible! (1958).[a][b]
- La casa de Troya (1959).
- El Litri y su sombra (1960).[a]
- Siega verde (1961).[a]
- Cariño mío (1961).[a]
- Tú y yo somos tres (1962).[a]
- La reina del Chantecler (1962).
- Rogelia (1962).[a]
- Chantaje a un torero (1963).
- Samba (1965).[a]
- Currito de la Cruz (1965).[a]
- La nueva vida de Pedrito Andía (1965).[a]
- Camino del Rocío (1966).[a]
- Es mi hombre (1966).[a]
- La mujer de otro (1967).[a]
- El marino de los puños de oro (1968).[a]
- Verde doncella (1968).
- Un adulterio decente (1969).
- Sangre en el ruedo (1969).
- El hombre que se quiso matar (1970).
- El relicario (1970).
- El sobre verde (1971).
- Nada menos que todo un hombre (1972).[a]
- La duda (1972).
- La guerrilla (1973).
- El mejor alcalde, el rey (1974).
- Novios de la muerte (1975).[b]
- Los buenos días perdidos (1975).
- Olvida los tambores (1975).
- A la legión le gustan las mujeres... (y a las mujeres les gusta la legión (1976).[a]
- Dos hombres y, en medio, dos mujeres (1977).
- La boda del señor cura (1979).[a]
- Hijos de papá (1980).
- ...Y al tercer año, resucitó (1981).
- De camisa vieja a chaqueta nueva (1982).
- Las Autonosuyas (1983).
- Las Alegres chicas de Colsada (1984).

### Com a guionista
- La gitanilla (1940), de Fernando Delgado.
- Leyenda rota (1940), de Carlos Fernández Cuenca.
- La florista de la reina (1940) d'Eusebio Fernández Ardavín.
- Unos pasos de mujer (1942), d'Eusebio Fernández Ardavín.
- El pobre rico (1942), d'Ignacio Ferrés i Iquino.
- La dama del armiño (1947), d'Eusebio Fernández Ardavín.

## Premis
Medalles del Cercle d'Escriptors Cinematogràfics
| Any  | Categoria                    | Candidat     | Resultat  |
| ---- | ---------------------------- | ------------ | --------- |
| 1947 | Premi especial a la direcció | La fe        | Guanyador |
| 1948 | Millor director              | Mare Nostrum | Guanyador |

Festival Internacional de cinema de Sant Sebastià
| Any  | Categoria                               | Candidat          | Resultat  |
| ---- | --------------------------------------- | ----------------- | --------- |
| 1953 | Conquilla de Plata a la millor direcció | La guerra de Dios | Guanyador |
| 1953 | Conquilla d'or a la millor pel·lícula   | La guerra de Dios | Guanyador |

Festival Internacional de Cinema de Berlín
| Any  | Categoria                      | Candidat            | Resultat |
| ---- | ------------------------------ | ------------------- | -------- |
| 1958 | Os d'Or a la millor pel·lícula | ¡Viva lo imposible! | Nominat  |

Sindicat Nacional de l'Espectacle
| Any  | Categoria         | Candidat                          | Resultat  | Notes   |
| ---- | ----------------- | --------------------------------- | --------- | ------- |
| 1941 | Millor guió       | La gitanilla                      | Guanyador |         |
| 1943 | Millor pel·lícula | Viaje sin destino                 | Guanyador | 8è lloc |
| 1944 | Millor pel·lícula | Eloísa está debajo de un almendro | Guanyador | 4t lloc |
| 1945 | Millor pel·lícula | Tierra sedienta                   | Guanyador | 6è lloc |
| 1948 | Millor pel·lícula | La calle sin sol                  | Guanyador | 4t lloc |
| 1948 | Menció especial   | Mare Nostrum                      | Guanyador |         |
| 1949 | Millor pel·lícula | Una mujer cualquiera              | Guanyador | 5è lloc |
| 1950 | Millor pel·lícula | Teatro Apolo                      | Guanyador | 6è lloc |
| 1960 | Millor direcció   | Siega verde                       | Guanyador |         |

Festival Internacional de Cinema de Venècia
| Any  | Categoria                | Candidat            | Resultat  |
| ---- | ------------------------ | ------------------- | --------- |
| 1947 | Gran premi internacional | Reina santa         | Nominat   |
| 1950 | Lleó d'Or                | La noche del sábado | Nominat   |
| 1953 | Lleó d'Or                | La guerra de Dios   | Nominat   |
| 1953 | Premi OCIC               | La guerra de Dios   | Guanyador |
| 1953 | Lleó de Bronze           | La guerra de Dios   | Guanyador |
| 1954 | Lleó d'Or                | El beso de Judas    | Nominat   |
| 1955 | Lleó d'Or                | El canto del gallo  | Nominat   |